# Rivière Tortue
Rivière Tortue är ett vattendrag i Kanada.   Det ligger i provinsen Québec, i den östra delen av landet, 900 km nordost om huvudstaden Ottawa.